# Palloptera ambusta
Palloptera ambusta är en tvåvingeart som först beskrevs av Johann Wilhelm Meigen 1826.  Palloptera ambusta ingår i släktet Palloptera och familjen prickflugor. Arten är reproducerande i Sverige. Inga underarter finns listade i Catalogue of Life.